# میرزا علی‌اکبر تاجر نهاوندی
میرزا علی‌اکبر تاجر نهاوندی تاجر ایرانی بود که نماینده لاهیجان و منشی و عضو هیئت رئیسه مجلس مؤسسان اول بود که به سلطنت قاجار پایان داد.
نهاوندی اهل رشت بود. پدربزرگ او لر بود و در اواسط سلطنت ناصرالدین شاه از نهاوند به رشت مهاجرت کرده بود و در این شهر تجارت می‌کرد. علی‌اکبر، از ازدواج محمد علی و یک بانوی رشتی زاده شد. او در مدرسه رشدیه و سپس در دبیرستان روسی در رشت تحصیل کرده بود و به زبان روسی تسلط داشت. او در شانزده سالگی ترک تحصیل کرد و به صادرات و واردات با روسیه مشغول شد. او در خرداد سال ۱۳۰۰ با عزیزه، دختر تاجری یزدی ولی مقیم گیلان به نام میرزا محمد وکیل التجار یزدی و خواهر فریدون و کریم کشاورز ازدواج کرد. او دو پسر به نام‌های اردشیر و هوشنگ نهاوندی داشت. هوشنگ به وزارت علوم و مسکن و ریاست دانشگاه تهران رسید. اردشیر پزشک جراح قلب و عروق بود.علی‌اکبر نهاوندی از دوستان مترجم میرزا کوچک خان جنگلی در دورهٔ نهضت جنگل بود و در هیئت اعزامی نهضت جنگل به باکو حضور داشت، انقلاب شوروی را دیده بود و با گریگوری ارژنیکیدزه روابطی داشت.
او صاحب کارخانه برنج‌کوبی، دو کارخانه برق شهر لنگرود و رودسر بود.
او از مؤسسین شعبهٔ حزب عامیون دمکرات در استان گیلان بود و در مجلس مؤسسان اول به نمایندگی از لاهیجان انتخاب شد و چون جوانترین نماینده بود به منشی گری مجلس رسید.